# Francisco Iglesias Brage
Francisco Iglesias Brage (Ferrol, La Coruña; 21 de mayo de 1900 - Madrid; 14 de marzo de 1973) fue un pionero de la aviación, militar, ingeniero y explorador español.

## Marca aérea mundial
Francisco Iglesias Brage logró fama internacional tras intentar batir la marca la distancia en vuelo, en 1929. Junto al piloto abulense Ignacio Jiménez Martín, salieron el 24 de marzo de la base aérea de Tablada, en Sevilla, con dirección a Río de Janeiro, con el avión monomotor Breguet XIX GR-72, llamado Jesús del Gran Poder. Pero el intenso viento les consumió el combustible, obligándoles a aterrizar en Salvador de Bahía el 26 de marzo. Realizaron un recorrido de 6.540 km, en un tiempo de 43,58 horas de vuelo ininterrumpido. Siendo la segunda mejor marca en distancia absoluta, y la mejor marca en distancia recorrida sobre el mar.

## Expedición al Amazonas
En 1932, el gobierno de la República, aprobó el proyecto científico más relevante de la España republicana. Misión que encomendó a Francisco Iglesias Brage. Mientras preparaba la expedición en Perú, con ayuda del emigrante gallego y librero Cesáreo Mosquera, del filólogo palentino padre Lucas Espinosa y del aventurero, también gallego, Alfonso Graña que entonces ya vivía entre los indios jíbaros de la selva peruana, participa como mediador en el conflicto internacional entre Colombia y Perú, el llamado Conflicto de Leticia, apoyando las posiciones peruanas delante de la Sociedad de Naciones. Fruto de toda esta época es la amplia colección de objetos, piezas etnográficas, una serie de pequeños estudios sobre geografía y botánica, brazaletes y collares de plumas, coronas de plumas negras de tucán, máscaras y flautas, que se conservan en el Museo Nacional de Antropología de Madrid.
Después, como ingeniero, participa en el inicio de la construcción del aeropuerto de Lavacolla, en Santiago de Compostela, en 1935.

## La Guerra
La guerra civil española va a hacer olvidar definitivamente el proyecto de expedición al Amazonas. El día del golpe de Estado de Franco, Iglesias Brage, que era capitán de ingenieros, se encuentra en Ferrol, y se pone del lado de los sublevados. Brage se hace cargo en la ciudad de tranvías y transportes.
El 8 de febrero de 1937 las fuerzas de Franco toman Málaga y Brage pasa a ser el responsable de su aeropuerto. La base aérea se utiliza como centro de operaciones logísticas debido a la gran distancia que había del frente. Debido a esa posición de retaguardia se opta por crear allí una escuela de aviación, de la que es nombrado jefe el propio Brage, y que se inaugura el 9 de febrero de 1938.

## La ingeniería civil
Después del conflicto es nombrado secretario general técnico del Ejército del Aire, pero después pasa a la vida civil, decándose a la ingeniería de aviación, y regresa para continuar los trabajos de construcción de Lavacolla, y en concreto, de la pista norte-sur. También en aquel tiempo es el promotor del Aeroclub de Santiago, que nace a raíz de una convocatoria realizada por Brage en las oficinas del Ejército del Aire en Santiago de Compostela. Será su primer presidente desde 1947 hasta el 14 de mayo de 1952.
En 1952 es jefe de los servicios de Aeropuertos de Galicia, con grado de coronel, y supervisa la creación del aeropuerto de Peinador.
En 1953 dirige el proyecto del aeropuerto de Alvedro, que aprueba el consejo de ministros el 11 de septiembre, y que incluye la construcción de una pista de vuelo de 1500 x 200 m y un aeródromo en el monte de Alvedro.
Está enterrado en Ferrol, en el cementerio de Catabois. En el año 2000, por su centenario, el ayuntamiento de Ferrol le tributó un homenaje. Su archivo y biblioteca pertenece al Archivo del Reino de Galicia.

## Reconocimiento
- Fue miembro de honor del Real Coro Toxos e Froles.
- En 1931, es nombrado 1er. socio de honor del Aeroclub Malaga por el gran apoyo facilitado para la constitución de Aeroclub y el ofrecimiento de ayuda realizada a través del socio Eduardo Frapoli.
- En 1930, se emitió un sello en España con su imagen, junto a Ignacio Jiménez Martín, por la proeza aérea de 1927.
- En 1935, se emitió otro sello con un mapa antiguo del Amazonas y el texto "Expedición Iglesias al Amazonas".
- En Alcalá de Henares se le ha dedicado la "calle Capitanes Jiménez e Iglesias".